# Vela ai Giochi della XXXIII Olimpiade - iQFoil maschile
Le gare di vela della classe iQFoil maschile valide per i Giochi della XXXIII Olimpiade si sono svolte dal 28 luglio al 3 agosto 2024 presso la marina di Roucas-Blanc, nei pressi di Marsiglia.
Alla competizione hanno partecipato 24 atleti.

## Calendario
Tutti gli orari sono CEST (UTC+2)
| Data                      | Ora | Turno                                |
| ------------------------- | --- | ------------------------------------ |
| Lunedì, 29 luglio 2024    |     | Race 1                               |
| Martedì, 30 luglio 2024   |     | Race 2 Race 3 Race 4 Race 5 Race 6   |
| Mercoledì, 31 luglio 2024 |     | Race 7 Race 8 Race 9 Race 10         |
| Giovedì, 1 agosto 2024    |     | Race 11 Race 12 Race 13 Race 14      |
| Venerdì, 2 agosto 2024    |     | Quarti Semifinali Finali Posticipate |
| Sabato, 3 agosto 2024     |     | Quarti Semifinali Finali             |

## Risultati

### Gare preliminari
| Pos. | Paese         | Equipaggio         | Regata | Regata | Regata | Regata | Regata | Regata | Regata | Regata | Regata | Regata | Regata | Regata | Regata | Regata | Punti | Punti |
| Pos. | Paese         | Equipaggio         | 1      | 2      | 3      | 4      | 5      | 6      | 7      | 8      | 9      | 10     | 11     | 12     | 13     | Tot    | Net   |       |
| ---- | ------------- | ------------------ | ------ | ------ | ------ | ------ | ------ | ------ | ------ | ------ | ------ | ------ | ------ | ------ | ------ | ------ | ----- | ----- |
| 1    | Australia     | Grae Morris        | 13     | 24 NP  | 10     | 9      | 1      | 7      | 2      | 1      | 9      | 2      | 4      | 7      | 8      | 98     | 60    |       |
| 2    | Israele       | Tom Reuveny        | 8      | 13     | 5      | 3      | 3      | 4      | 25 BFD | 3      | 5      | 13     | 14     | 4      | 2      | 102    | 63    |       |
| 3    | Nuova Zelanda | Josh Armit         | 4      | 18     | 1      | 14     | 8      | 25 UFD | 11     | 2      | 6      | 4      | 2      | 3      | 11     | 109    | 66    |       |
| 4    | Polonia       | Paweł Tarnowski    | 12     | 3      | 6      | 2      | 9      | 2      | 5      | 5      | 10     | 10     | 3      | 11     | 23     | 101    | 66    |       |
| 5    | Paesi Bassi   | Luuc van Opzeeland | 25 BFD | 9      | 2      | 1      | 6      | 1      | 3      | 25 DSQ | 11     | 14     | 15     | 1      | 6      | 119    | 69    |       |
| 6    | Italia        | Nicolò Renna       | 2      | 15 DPI | 25 DNF | 4      | 2      | 5      | 25 BFD | 12     | 12     | 7      | 1      | 9      | 4      | 123    | 73    |       |
| 7    | Stati Uniti   | Noah Lyons         | 5      | 1      | 8      | 13     | 12     | 3      | 9      | 6      | 25 BFD | 11     | 6      | 14     | 22     | 135    | 88    |       |
| 8    | Gran Bretagna | Sam Sills          | 21     | 6      | 9      | 7      | 16     | 6      | 7      | 9      | 4      | 15     | 7      | 6      | 12     | 125    | 88    |       |
| 9    | Aruba         | Ethan Westera      | 11     | 12     | 12     | 17     | 10     | 13     | 8      | 11     | 3      | 6      | 8      | 2      | 7      | 120    | 90    |       |
| 10   | Svizzera      | Elia Colombo       | 9      | 7      | 22     | 6      | 11     | 10     | 25 BFD | 8      | 13     | 9      | 13     | 13     | 1      | 147    | 100   |       |
| 11   | Spagna        | Nacho Baltasar     | 15     | 5      | 13     | 10     | 17     | 11     | 25 BFD | 4      | 8      | 12     | 25 DSQ | 5      | 3      | 153    | 103   |       |
| 12   | Germania      | Sebastian Kördel   | 10     | 15     | 21     | 11     | 20     | 16     | 25 BFD | 2 DPI  | 1      | 1      | 11     | 8      | 9      | 150    | 104   |       |
| 13   | Hong Kong     | Cheng Ching Yin    | 20     | 14     | 7      | 25 BFD | 14     | 9      | 1      | 10     | 7      | 5      | 5      | 19     | 15     | 151    | 106   |       |
| 14   | Danimarca     | Johan Søe          | 3      | 25 NP  | 4      | 25 BFD | 7      | 8      | 12     | 7      | 25 BFD | 3      | 12     | 21     | 10     | 162    | 112   |       |
| 15   | Francia       | Nicolas Goyard     | 1      | 16     | 11     | 5      | 5      | 14     | 18     | 15     | 14     | 16     | 22     | 15     | 18     | 170    | 130   |       |
| 16   | Brasile       | Mateus Isaac       | 25 BFD | 2      | 14     | 8      | 13     | 15     | 16     | 18     | 15     | 8      | 19     | 16     | 5      | 174    | 130   |       |
| 17   | Lituania      | Rytis Jasiunas     | 16     | 19     | 20     | 12     | 21     | 12     | 4      | 14     | 2      | 20     | 16     | 12     | 17     | 185    | 144   |       |
| 18   | Giappone      | Makoto Tomizawa    | 6      | 20     | 3      | 25 BFD | 15     | 15     | 18     | 13     | 17     | 21     | 9      | 17     | 13     | 195    | 149   |       |
| 19   | Cina          | Huang Jingye       | 7      | 11     | 23     | 16     | 22     | 17     | 6      | 20     | 25 BFD | 23     | 17     | 18     | 14     | 219    | 171   |       |
| 20   | Finlandia     | Jakob Eklund       | 14     | 17     | 18     | 19     | 18     | 20     | 10     | 16     | 16     | 19     | 18     | 10     | 16     | 211    | 172   |       |
| 21   | Argentina     | Francisco Saubidet | 17     | 4      | 17     | 15     | 19     | 25 UFD | 15     | 13     | 17     | 18     | 21     | 23     | 19     | 223    | 175   |       |
| 22   | Grecia        | Byron Kokkalanis   | 18     | 8      | 15     | 25 BFD | 4      | 19     | 25 BFD | 19     | 25 BFD | 17     | 10     | 22     | 21     | 228    | 178   |       |
| 23   | Slovacchia    | Robert Kubin       | 19     | 10     | 16     | 18     | 23     | 21     | 14     | 21     | 19     | 22     | 20     | 20     | 20     | 243    | 198   |       |
| 24   | Algeria       | Rami Boudrouma     | 22     | 21     | 19     | 20     | 24     | 22     | 17     | 22     | 20     | 24     | 23     | 25 DNF | 24     | 283    | 234   |       |

### Gare per le medaglie
| Pos.    | Atleta             | Paese         | Quarti | Semifinale | Finale |
| ------- | ------------------ | ------------- | ------ | ---------- | ------ |
| Oro     | Tom Reuveny        | Israele       | Bye    | 2          | 1      |
| Argento | Grae Morris        | Australia     | Bye    | Bye        | 2      |
| Bronzo  | Luuc van Opzeeland | Paesi Bassi   | 1      | 1          | 3      |
| 4       | Josh Armit         | Nuova Zelanda | Bye    | 3          | —      |
| 5       | Sam Sills          | Gran Bretagna | 2      | 4          | —      |
| 6       | Nicolò Renna       | Italia        | 3      | —          | —      |
| 7       | Elia Colombo       | Svizzera      | 4      | —          | —      |
| 8       | Ethan Westera      | Aruba         | 5      | —          | —      |
| 9       | Noah Lyons         | Stati Uniti   | 6      | —          | —      |
| 10      | Paweł Tarnowski    | Polonia       | 7      | —          | —      |